# Saint-Pierre-des-Nids
Saint-Pierre-des-Nids es una población y comuna francesa, en la región de Países del Loira, departamento de Mayenne, en el distrito de Mayenne y cantón de Pré-en-Pail.

## Demografía
| 1718 | 1610 | 1419 | 1528 | 1595 | 1712 |
| Para los censos de 1962 a 1999 la población legal corresponde a la población sin duplicidades (Fuente: INSEE [Consultar]) |      |      |      |      |      |